# Handelingen van Petrus en de Twaalf Apostelen
De Handelingen van Petrus en de Twaalf Apostelen is een christelijk, apocrief  geschrift, dat in een Koptische vertaling onderdeel was van de vondst van de Nag Hammadigeschriften in 1945. Er moet een oorspronkelijk Griekse tekst zijn geweest, maar daar is nooit iets van gevonden. Het grootste deel van de bij Nag Hammadi gevonden handschriften behoort tot de gnostische literatuur. In de Handelingen van Petrus en de Twaalf Apostelen ontbreekt ieder gnostisch thema en element. 
In de tekst wisselt de verteller van het verhaal meerdere malen van eerste persoon meervoud naar eerste persoon enkelvoud en terug en er zijn ook passages waarbij de derde persoon gehanteerd wordt. Er zijn in de tekst duidelijk tegenstrijdigheden aanwezig. Op het vakgebied is er dan ook de opvatting, dat de basistekst uit de tweede eeuw moet dateren en er daarna nogal wat toevoegingen moeten zijn gedaan. De eindredactie van de tekst zou van begin vierde eeuw dateren.  
Het bestaan van deze tekst was tot 1945 volstrekt onbekend. Er is nergens in vroegchristelijke of latere literatuur ooit een verwijzing naar deze tekst aangetroffen. Er zijn in de tekst nauwelijks passages die verwijzen naar of ontleend kunnen worden aan het Nieuwe Testament. Dit heeft tot beschouwingen geleid in welk omgeving de tekst zou kunnen zijn ontstaan. 
In de tekst is een  Lithargoël, die feitelijk Jezus is en onder meer de rol heeft van een geneesheer die zielen geneest. In een Koptische tekst uit de zevende eeuw, De kroning van de aartsengel Gabriel wordt Litharkuel genoemd als een van de vijf aartsengelen. In die tekst wordt hij voorgesteld als Ik ben Litharkuel en ik draag een beurs met medicijnen, die de medicijnen van het Leven zijn. Ik genees alle zielen . In een Koptische kerk uit de zevende eeuw in Faras op de grens van het huidige Egypte en Soedan is een fresco aanwezig van de aartsengel Gabriël met een inscriptie die begint  met  De Heer Jezus en  Litharkuel. De vraag is of deze twee bronnen beïnvloed zijn door de tekst van Handelingen van Petrus en de Twaalf Apostelen of dat zij onafhankelijk van dat werk staan. In het laatste geval zou Lithargoël oorspronkelijk de naam van een joodse engel kunnen zijn, die de taak had voor zieken te zorgen. 

## Essentie van de inhoud
Petrus en de apostelen beginnen aan een missie waarvoor Jezus hen had aangewezen. Zij reizen met een schip en een storm doet hen op een eiland met een kleine stad  belanden. De naam van de stad is Vesting van het Verduren. Zij ontmoeten daar een andere vreemdeling. Het is iemand die uitroept parels te bezitten. Hij wordt echter door het rijke deel van de bevolking vanwege zijn schamele kledij geminacht. Het arme deel van de bevolking vraagt hem de parel te tonen, zodat zij die in ieder geval kunnen zien. Als antwoord geeft de man, dat zij dan naar zijn stad moeten komen, waar hij de parel niet alleen zal tonen, maar hen die ook voor niets zal geven. 
Er volgt dan in de tekst een onduidelijke overgang naar een deel waarin Petrus de parelkoopman de weg vraagt naar die stad en de moeilijkheden van de reis daarheen.  Wij zijn vreemdelingen en dienaren van God. Het is noodzakelijk, dat wij in iedere stad het woord van God op vredige wijze verspreiden. De parelkoopman maakt zich bekend als Lithargoël. Hij vertelt dat niemand in staat is die weg te gaan, behalve degenen die alle bezit opgeven en tijdens de reis vasten. De koopman noemt enkele gevaren waaronder Wie een kostbaar kostuum draagt, zal door rovers gedood worden; wie water meeneemt, zal door wolven verscheurd worden; wie brood meeneemt, zal door de zwarte honden gedood  worden vanwege dat brood. Als Petrus de hoop uitspreekt, dat Jezus hen daarvoor de kracht geeft, blijkt ook Lithargoël te geloven in de Vader die hem gezonden heeft. Hij geeft hen ook de naam van zijn stad die Negen Poorten is.
De apostelen ontdoen zich van alle bezit, vasten gedurende reis en komen in Negen Poorten aan. Hoewel zij hem aanvankelijk niet herkennen, zien zij daar opnieuw Lithargoël die nu op een geneesheer lijkt. Bij een tweede keer en pas na een dialoog tussen Lithargoël en Petrus herkennen de apostelen Jezus in Lithargoël. Hij overhandigt de apostelen een zalfdoos en een beurs met medicijnen en draagt hen op terug te keren naar Vesting van het Verduren. Daar dienen zij aan de armen van de stad alles te geven wat zij nodig hebben tot ik hen iets veel beters geef, waarvan ik al gezegd dat ik het voor niets zal geven. Petrus vraagt zich af waar de apostelen al het eten vandaan zullen halen om de armen te verzorgen. Lithargoël/Jezus antwoordt dat Petrus het niet begrepen heeft en dat onderwijs in zijn naam waardevoller is dan alle rijkdommen.
De beurs met medicijnen wordt overhandigd met de opdracht alle zielen in de stad te genezen die in Zijn naam geloven. Deze keer spreekt  Johannes over de onmogelijkheid van deze taak. Jezus antwoordt daarop dat het niet gaat om het genezen met wereldse medicijnen, maar om het genezen van zielsziekten. Aan het eind van de tekst waarschuwt Jezus de apostelen zeer terughoudend te zijn in hun contact met de rijken in de stad. Daarna verlaat Jezus de apostelen. 